# Botryarrhena
Botryarrhena là một chi thực vật có hoa trong họ Thiến thảo (Rubiaceae).

## Loài
Chi Botryarrhena gồm các loài: